# Musique assistée par ordinateur
Pour les articles homonymes, voir Mao.
 (janvier 2015).
Si vous disposez d'ouvrages ou d'articles de référence ou si vous connaissez des sites web de qualité traitant du thème abordé ici, merci de compléter l'article en donnant les références utiles à sa vérifiabilité et en les liant à la section « Notes et références ».

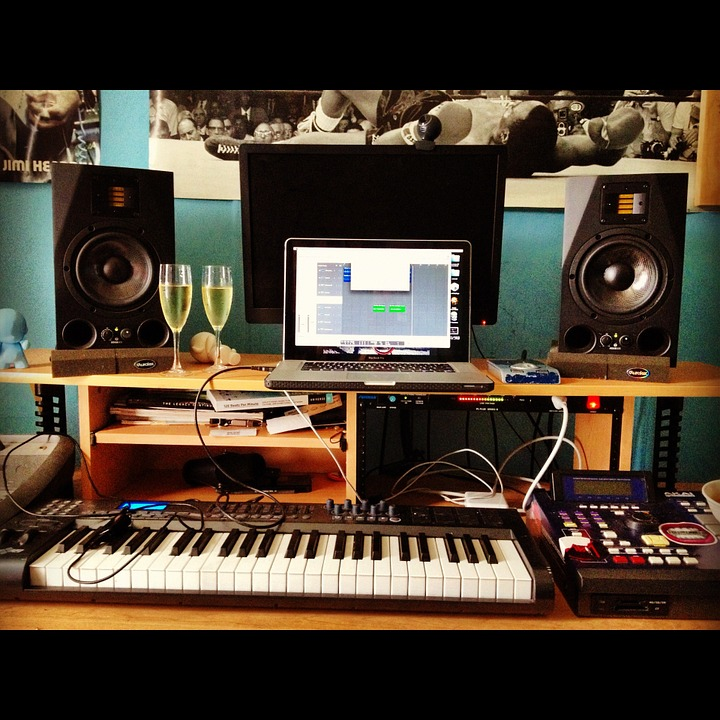
Station MAO avec ordinateur, clavier maître, séquenceur et enceintes.

La musique assistée par ordinateur (MAO) regroupe l'ensemble des utilisations de l'informatique comme outil associé à la chaîne de création musicale depuis la composition musicale jusqu'à la diffusion des œuvres, en passant par la formation pédagogique au solfège et la pratique d'instruments.
La MAO fait ses premiers pas de manière expérimentale dès les années 1950 et voit les premières idées de synthétiseur associées à l'ordinateur concrétisées à la fin des années 1970 lorsque des instruments comme le Synclavier et le Fairlight sont commercialisés. Elle se développe réellement dans les années 1980 grâce à l'avènement de la micro-informatique (représentée par Commodore 64, Apple II et surtout Atari ST, premier ordinateur personnel (avec le CX5M de Yamaha) à intégrer en standard une interface MIDI).
Aujourd'hui, tous les ordinateurs sont livrés avec une carte son et permettent potentiellement de composer, traiter et modifier le son. Au fil des ans des interfaces évoluées sont apparues (USB, Firewire, MLAN (en)…) et ont facilité la communication et les possibilités de pilotage avec tout type d'instruments ou appareils audio. L'augmentation constante de la puissance des ordinateurs favorise l'arrivée de logiciels offrant toujours plus de fonctionnalités, et dans le même temps apparaissent des logiciels libres ou gratuits qui répondent aux besoins les plus courants.
Internet participe également au développement de la MAO, par l'intermédiaire, par exemple, de sites proposant des formations musicales à distance, des banques d'échantillons sonores ou diffusant sous forme numérique des partitions de musique tombées dans le domaine public, ou encore de forums spécialisés sur la musique.

## Origines
La toute première « musique » à être créé avec un ordinateur est en fait un medley de trois chansons différentes : « God Save The King », hymne nationale anglaise de l’époque (1901-1952), « Baa Baa Black Sheep », une comptine pour enfant, et de « In The Mood », un classique du jazz par Glenn Miller. Cette « chanson » a été créée en 1951 par une machine nommée « Baby », qui se trouvait dans le laboratoire du mathématicien Alan Turing. Ce morceau avait pour but de tester les capacités de la machine. Cette machine a été conçue en 1948 et le programme qui a servi à créer ce medley a été imaginé par Christopher Strachey, l’un des plus grands informaticiens britanniques de l’époque.
Les recherches sur la composition assistée par ordinateur remontent à 1955, et débouchèrent en 1956 sur le fameux quatuor à cordes dit « Suite Illiac », élaboré par Lejaren A. Hiller et Léonard M. Isaacson (en) à l'Université d'Illinois.
Les postulats de base des travaux d'Hiller et Isaacson s'inscrivent dans la mouvance des théories cybernétiques qui accordaient une grande confiance aux pouvoirs du calcul (intelligence artificielle). Ces auteurs ont élaboré un modèle mathématique d'analyse — construction musicale qui, en adaptant deux traités de contrepoint (en l'occurrence le traité de 1725 de Johann Joseph Fux, Gradus ad Parnassum, et celui de Palestrina), servait de base à une reconstruction. Hiller était un scientifique chimiste pour qui la décomposition devait permettre la recomposition. Formaliser certaines règles d'écriture et entrer dans l'ordinateur des schémas compositionnels classiques suffirait à traduire les côtés émotionnels ou passionnels de la musique par des jeux de règles et d'interdits. Pour préserver un certain degré d'expression artistique, le programme simulait l'aspect auto-organisé en introduisant quelques aspects des théories sur la formalisation du hasard (des chaînes de Markov, formulation de certains processus stochastiques, et une méthode aléatoire de tirage des nombres dite de « Monte-Carlo »), très en vogue, elles aussi. Ce qui a fait dire à Hiller que « la musique est un compromis entre la monotonie et le chaos », mais sans jamais se poser le problème de savoir qui effectuait ce compromis.
En France, Pierre Barbaud poursuivit ces expériences et réalisa de nombreuses œuvres, grâce à du temps de calcul gracieusement alloué par la Compagnie des machines Bull, parfois en collaboration avec Janine Charbonnier et Roger Blanchard. Les pièces étaient d'abord calculées par ordinateur puis jouées par des instruments, entre autres :
- la musique du film Imprévisibles nouveautés de Frédéric Rossif en 1960,
- BULLA pour deux violons, alto et deux violoncelles, en 1962,
- Cogitationes symbolicæ pour orchestre symphonique, en 1966,
- la musique du film Les Pâtres du désordre de Nico Papatakis en 1966,
- Credoc pour dix instruments au choix, en 1968,
- French Gagaku pour orchestre à cordes, en 1968,
- Mu Joken pour orchestre de chambre, en 1970,
- Machinamentum firminiense pour trois fois six instruments identiques, en 1972.

À partir de 1975, elles furent composées et produites par ordinateur sous la forme d'une bande magnétique directement audible en concert (Saturnia Tellus, commande de l'ORTF en 1979). Ce projet de production automatique globale avait été théorisé par Pierre Barbaud dès 1960 dans l'article « Musique algorithmique », Esprit,‎ janvier 1960, p. 92 et suivantes. Le compositeur a recueilli ces expériences dans l'ouvrage Initiation à la composition automatique (Dunod, Paris, 1965). D'autres compositeurs comme Michel Philippot ont travaillé dans le sens de la composition automatique.
L'arrivée de la norme MIDI en 1983 et l'émergence de la micro-informatique changent la donne : les premiers séquenceurs MIDI, comme le Pro-24 de Steinberg sur Atari, permettent au musicien seul de se servir de l'ordinateur pour l'aider, créer, l'accompagner et faire jouer automatiquement tout ou partie de la musique par des instruments (synthétiseurs, etc.) connectés en MIDI, illustrant ainsi parfaitement le concept de « musique assistée par ordinateur ».
Avec la diffusion des nouvelles technologies de l'information, notamment celles permettant une manipulation aisée de l'image et du son, accélère, le développement de la MAO se poursuit. Le MIDI fusionne finalement avec l'enregistrement audio sur disque dur d'ordinateur au sein des logiciels spécialisés pour donner naissance, à la fin des années 1990, à un outil indispensable dans un univers où le son numérique se généralise.

## Couverture des besoins en matière musicale
Les logiciels destinés aux activités musicales répondent à un très large spectre d'utilisations, et couvrent pratiquement toute la chaîne de création musicale. Parmi les domaines dans lesquels intervient l'informatique, on trouve :
- L'apprentissage musical (formation au solfège, à un instrument en particulier, à divers styles et genres musicaux) ;
- La composition musicale : création d'œuvres musicales, arrangement et harmonisation, écriture des partitions ;
- L'interprétation musicale, c'est-à-dire l'exécution d'œuvres musicales ;
- L'enregistrement sonore ;
- La protection et la diffusion d'œuvres musicales.

Les logiciels les plus courants intègrent des fonctionnalités qui recouvrent la notation musicale, l'exécution de phrases musicales ou de morceaux entiers, l'enregistrement du son, sa manipulation et sa restitution. Certains sont capables de générer des arrangements, d'autres pilotent des instruments. Ces logiciels permettent d'accéder, avec peu de connaissances et de moyens, à des domaines musicaux auparavant réservés à des spécialistes (par exemple, l'écriture de partitions ou le travail de traitement du son), de même que les logiciels les plus pointus multiplient les possibilités des professionnels (bibliothèques de sons, gains de productivité dans la production musicale…). En combinant différents logiciels, il est ainsi possible de mener l'ensemble des activités de création musicales sur un seul ordinateur : composition, arrangement, exécution par des synthétiseurs et enregistrement de sources audio, mixage, jusqu'à la diffusion de l’œuvre (sur Internet, ou en passant par une gravure sur disque).
Les logiciels musicaux peuvent être appréhendés par l'utilisateur sous deux angles :
- la complétude : plus simplement dit, il s'agit de la puissance et du nombre de fonctionnalités. Les besoins varient selon la finalité : par exemple, un orchestre professionnel aura plus d'exigences sur un logiciel de notation musicale qu'un groupe de rock amateur ;
- la complexité : l'ergonomie et la facilité d'accès sont des critères importants pour celui qui utilise occasionnellement un logiciel, et moins importants pour celui qui l'utilise quotidiennement.

La combinaison de ces deux critères sert souvent d'argument (au moins en marketing) pour distinguer les logiciels professionnels des logiciels « grand public ».

## Logiciels
Les logiciels de M.A.O. sont couramment répartis entre les catégories suivantes :

### Séquenceurs
Ils se sont développés avec la norme MIDI, et permettent d'automatiser le jeu, le paramétrage de synthétiseurs, ainsi que le contrôle de tout appareil avec lequel il est relié virtuellement (au sein de l'ordinateur, voir VST) et physiquement (câblage audio, MIDI, IP, carte audio, direct-to-disk (disques durs), multi-effet audio, table de mixage numérique, jeu de lumière, rampe d'effet pyrotechnique, etc.). Ils sont semblables à des lecteurs complexes de partitions électroniques incluant les tempos, nuances, effets, audio, vidéo et des données de synchronisation. Ils sont au cœur de la composition de musiques dites « électroniques ». Tout comme les logiciels supportant la norme VST, les séquenceurs peuvent éventuellement être pilotés par des surfaces de contrôle pour faciliter leur utilisation.

### Instruments de musique assisté par ordinateur
Ils assistent le musicien dans l'interprétation d'une partition, ou dans l'improvisation. Tout comme les instruments « classiques », les instruments intégrés dans un environnement MAO donnent la possibilité à l'instrumentiste de s'exprimer musicalement seul ou en groupe, en établissant un dialogue musical. L'ordinateur assiste par exemple l'utilisateur dans la gestion de la hauteur des notes, tous les autres paramètres musicaux restant à la charge de l'instrumentiste. Cela permet à n'importe qui d'aborder l'interprétation musicale, voire l'improvisation, avec peu d'apprentissage et de connaissances musicales théoriques.

### Trackers
Également nommés soundtrackers, dont l'âge d'or se situe au début des années 1990 sur les ordinateurs Amiga ou Atari, ce sont des séquenceurs simples utilisant des sons échantillonnés. Les limitations techniques obligeaient les utilisateurs à faire preuve de beaucoup d'imagination : réutilisation d'échantillons à des vitesses différentes, partiellement ou à l'envers, entrelacement des parties instrumentales sur un nombre inférieur de pistes (souvent quatre)...

### Logiciels d'enregistrement audio
Ou éditeurs de signal, ils vont du simple magnétophone numérique au studio multi-pistes intégré, avec console de mixage virtuelle.

### Logiciels denotation musicale
Éditeurs de partitions, de tablatures, etc., ils sont souvent couplés aux séquenceurs, permettent de produire des documents imprimés (partitions) pour l'exécution par des musiciens. Ils sont à la musique ce que le traitement de texte est à l'écriture.

### Plugins d'effet
Les plugins sont des petits programmes ou algorithmes qui viennent se greffer sur un logiciel d'enregistrement audio. Ils sont assignés à une tâche bien précise et permettent divers traitements ou modifications d'un signal audio numérisé. Ils peuvent générer des effets, comme de l'écho ou de la réverbération, etc., et sont souvent inspirés d'appareils analogiques équivalents. Le format de Plug-in le plus populaire est le Virtual Studio Technology (VST).

### Synthétiseurs logiciels (virtuels)
Ils tirent exclusivement parti des performances et ressources de l'ordinateur. Il s'agit de programmes (logiciel) capables de générer par calcul une synthèse sonore et produire le son correspondant. La qualité finale dépend alors des convertisseurs de sortie de la carte audio connectée à l'ordinateur. Ils peuvent être des simulations fidèles de synthétiseurs existants, se baser sur un type de synthèse connu (par exemple analogique) ou au contraire être totalement originaux. Ils se présentent le plus souvent sous forme de plugins qui viennent se greffer sur le séquenceur logiciel hôte, comme pour les effets précédemment évoqués. Dans le cadre de la norme Virtual Studio Technology, ces instruments ou synthétiseurs virtuels s'appellent des VSTi.

### Les outils éducatifs
Sans remplacer un professeur, ils permettent d'apprendre seul. Historiquement, ils apparaissent très tôt sur les micro-ordinateurs équipés de capacités sonores (Commodore, Atari, Apple, Amstrad, etc.), avec des petits logiciels qui favorisent l'apprentissage du solfège et proposent des exercices musicaux (reconnaissance de note, d'œuvre musicale, etc.). Ils ont beaucoup progressé et se sont spécialisés, notamment par instrument ou par genre musical.
Ils tendent à s'appuyer de plus en plus sur Internet : apprentissage personnalisé, mise à disposition d'exercices complémentaires, forums entre apprenants.